# Жилкошипик вузькосітчастий
Жилкошипик вузькосітчастий (Eurhynchium angustirete) — вид мохів порядку гіпнобрієвих (Hypnales).

## Поширення
Ареал охоплює такі частини світу: Європа, Азія.

## Характеристика
Цей вид моху утворює пухкі, зелені, блискучі і часто досить великі газони висотою до 5 сантиметрів. Сильні рослини часто гіллясті, як невеликі деревця, а окремі гілки часто подовжені, як джгутики. Стеблові листки мають серцеподібну форму і широко загострені, слабо виступають, поздовжньо складені і зубчасті по краях. Листя гілок трохи менше і вужче. Усі листки мають просте ребро довжиною приблизно до 3/4 довжини листа, причому кінець ребра зазвичай виступає у вигляді колючки на тильній стороні листка. Плодоносить мох рідко; дозрівання спор може відбуватися цілий рік. Спорофіт має прямовисну, червону, гладку ніжку, яка несе нахилену до горизонталі, вигнуту, циліндричну спорову коробочку.

## Галерея

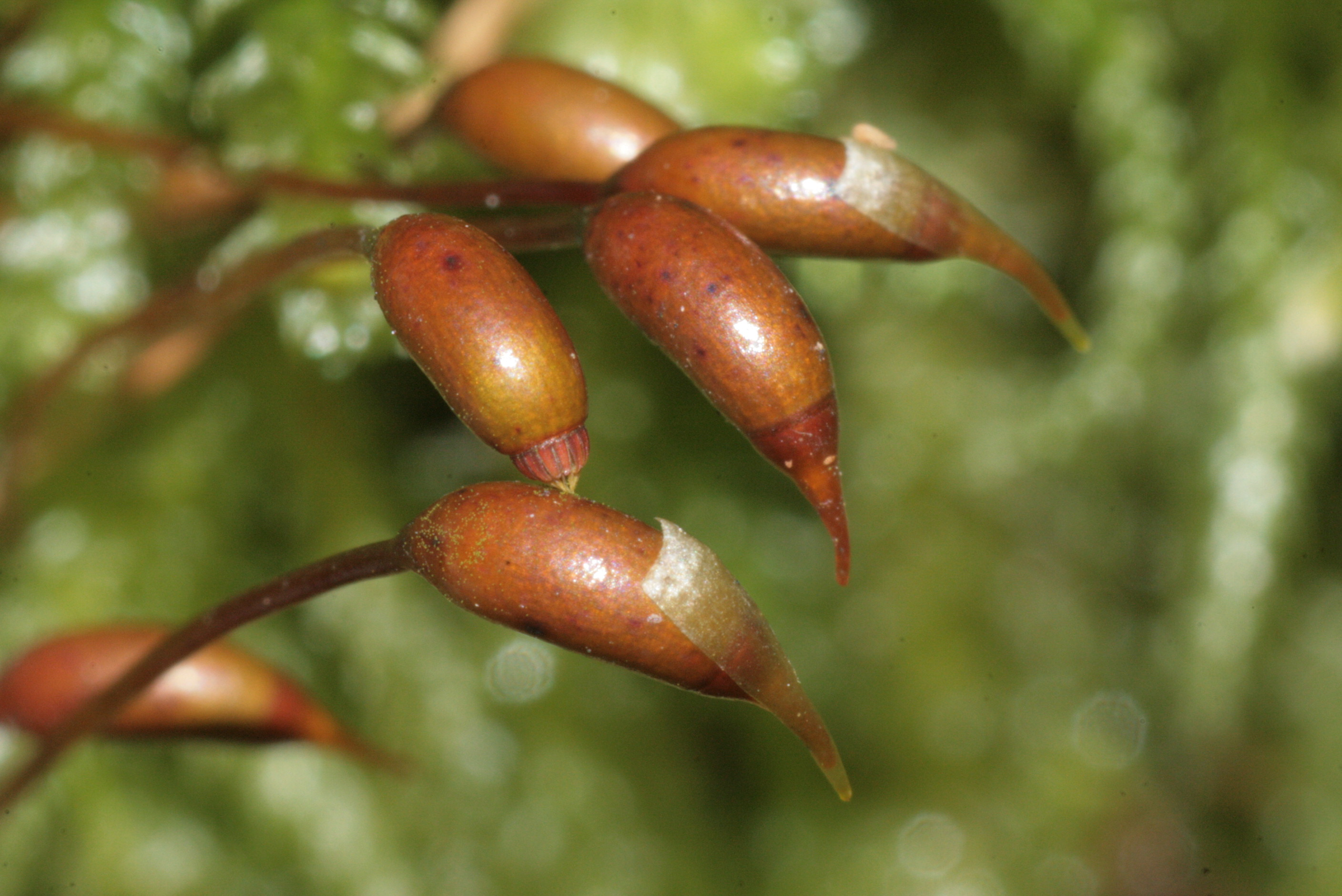
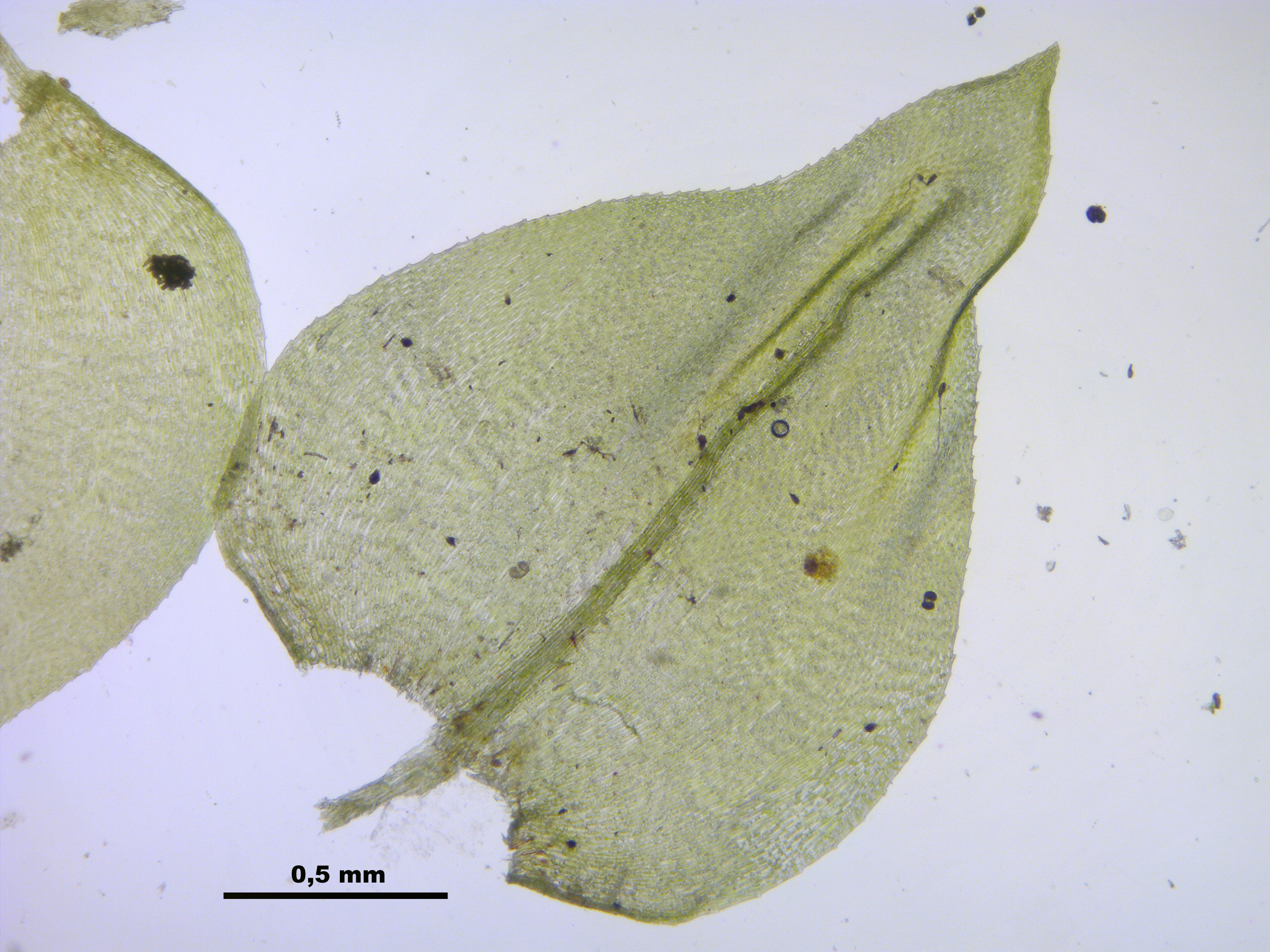
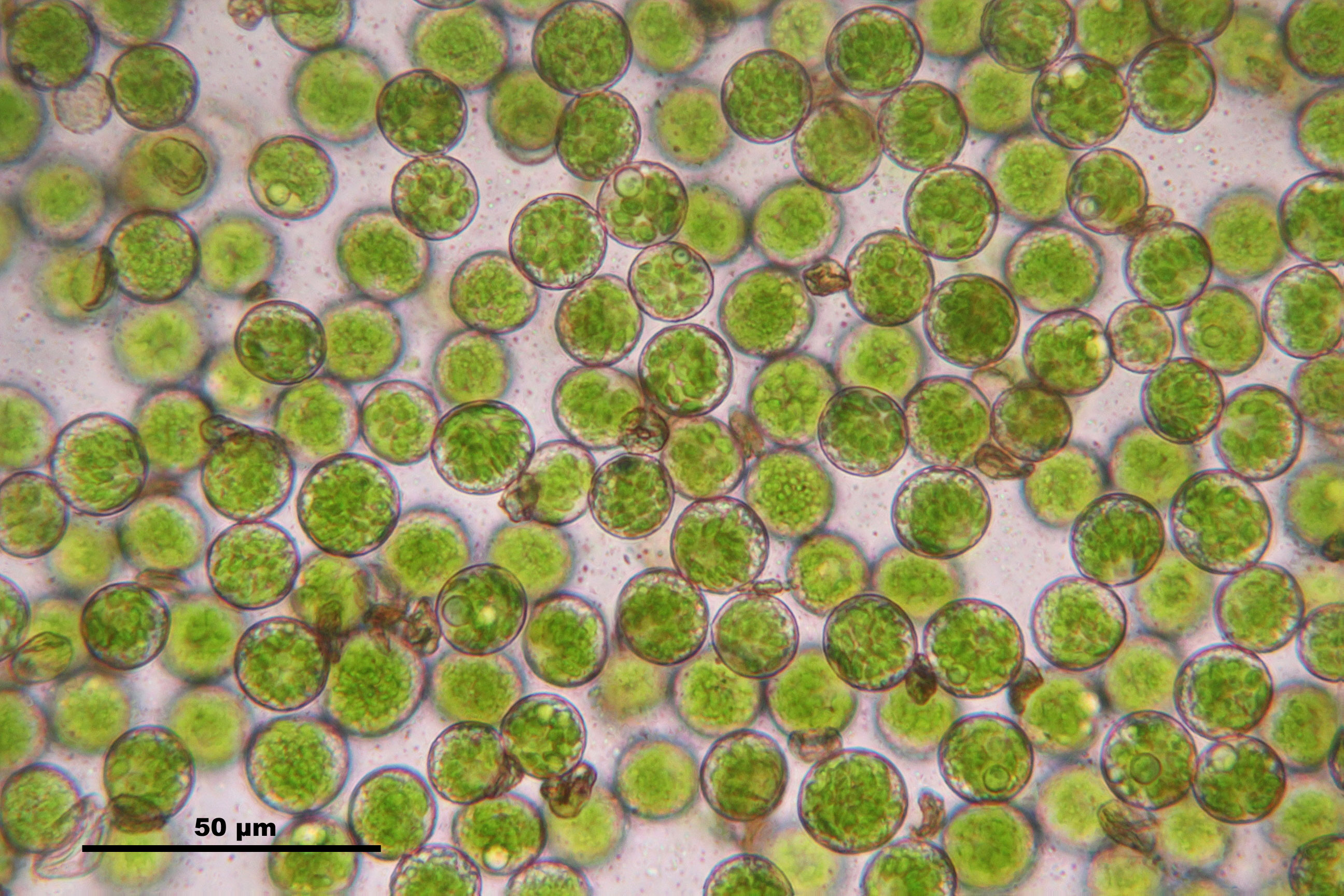